# Julius Euting
Julius Euting, född 11 juli 1839, död 2 januari 1913, var en tysk orientalist.
Euting blev förste bibliotekarie i Strassburg 1871 och var överbibliotekarie där 1900-1909. Han blev titulärprofessor vid universitetet i Strassburg 1880, och inlade stora förtjänster i den semitiska epigrafiken och hemförde en mängd fynd från sina resor i Grekland och Mindre Asien (1867-1870), Sinaihalvön (1889) och Arabien (1883-1884). Euting utgav bland annat den mandeiska texten Qolasta (1867), Nabatäische Inschriften aus Arabien (1885), Sinaitische Inschriften (1891) och Tagebuch einer Reise in Innerarabien (2 band, 1891-1914).

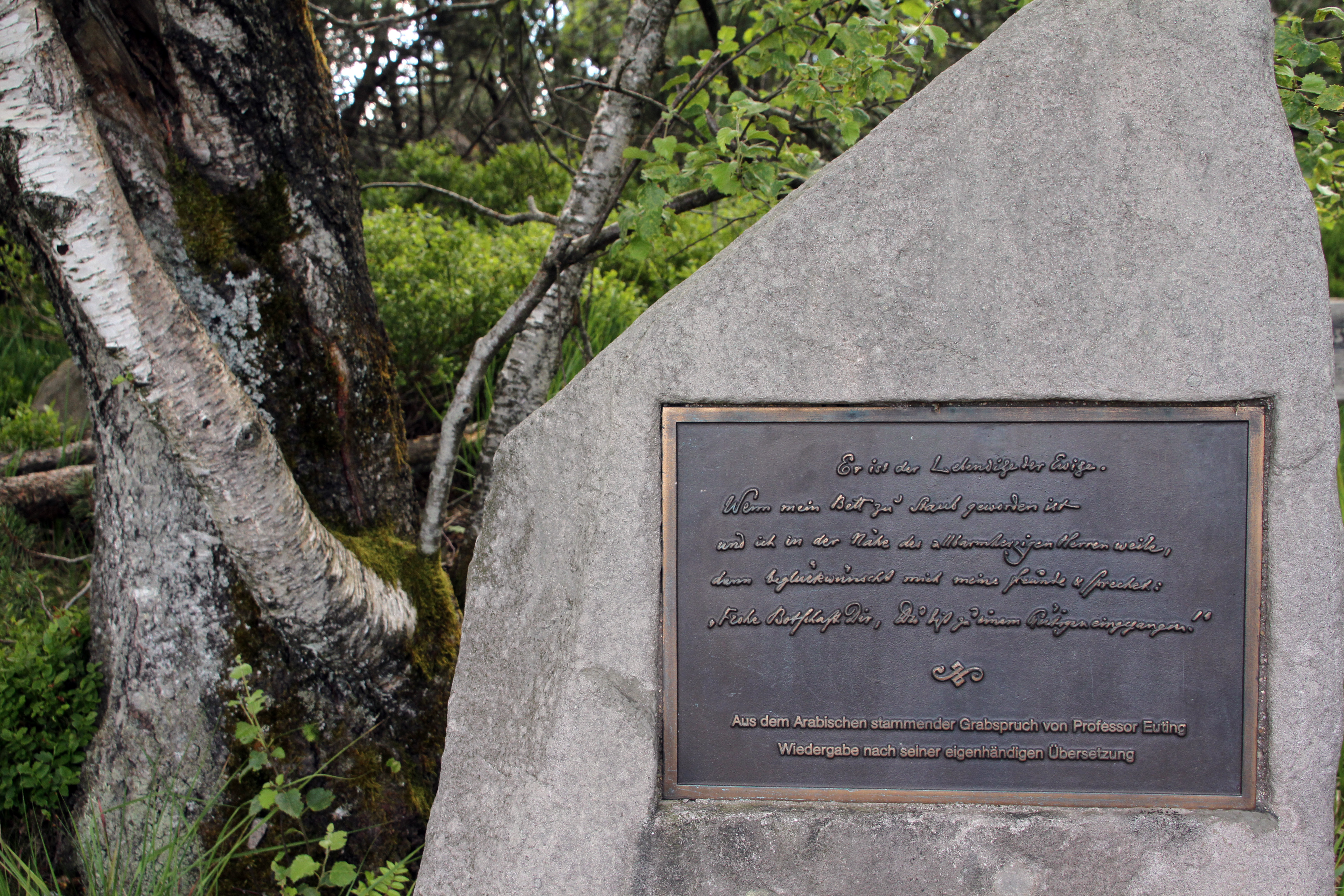
Urngrav av Julius Euting på Seekopf i Schwarzwald